# She's My Man
She's My Man is een single van de Amerikaanse band Scissor Sisters en is afkomstig van hun tweede album Ta-Dah. Het nummer I'm Still Standing van Elton John is gebruikt voor de melodie van She's My Man.

## Tracklist
1. "She's My Man (Radio Edit)"
2. "She's My Man (Goose Mix)"

## Videoclip
In de videoclip van She's My Man wordt gebruikgemaakt van de Japanse Kuroko-techniek. De clip is in één shot, zonder te bewerken, opgenomen. De bandleden zitten aan een eettafel met een zwarte achtergrond terwijl mensen (compleet gekleed in het zwart) voorwerpen bewegen zodat het lijkt alsof ze vliegen. De bandleden zouden de voorwerpen dan zogenaamd gooien. De clip is opgenomen in Tokio.